# Arnold Mühren
Arnold Johannes Hyacinthus Mühren (ur. 2 czerwca 1951 w Volendam) – holenderski piłkarz grający na pozycji lewego lub środkowego pomocnika. Z reprezentacją Holandii, w której barwach rozegrał 23 mecze, zdobył – w wieku 37 lat – mistrzostwo Europy w 1988 roku. Był zawodnikiem m.in. Ajaksu Amsterdam, z którym na początku lat 70. świętował największe sukcesy w jego historii. Do klubu ze stolicy Holandii powrócił w 1985 roku i przez trzy kolejne lata był jego ważnym ogniwem. W międzyczasie występował w Anglii.
Karierę zakończył po sezonie 1988/1989. Jego ostatnim meczem było spotkanie z Willem II.

## Sukcesy piłkarskie
- mistrzostwo Holandii 1972 i 1973, Puchar Holandii 1972, 1986 i 1987, Puchar Mistrzów 1972 i 1973, Puchar Zdobywców Pucharów 1987, finał Pucharu Zdobywców Pucharów 1988, Superpuchar Europy 1972 i 1973 oraz Puchar Interkontynentalny 1972 z Ajaksem Amsterdam
- Puchar Holandii 1977 z Twente Enschede
- wicemistrzostwo Anglii 1981 i 1982 oraz Puchar UEFA 1981 z Ipswich Town
- Puchar Anglii 1983 i 1985 z Manchesterem United

W reprezentacji Holandii od 1978 do 1988 roku rozegrał 23 mecze i strzelił 3 gole – mistrzostwo Europy w 1988 roku.